# Bajyalemjoh
Bajyalemjoh är en ort i Mexiko.   Den ligger i kommunen Chalchihuitán och delstaten Chiapas, i den sydöstra delen av landet, 700 km öster om huvudstaden Mexico City. Bajyalemjoh ligger 1 758 meter över havet och antalet invånare är 112.
Terrängen runt Bajyalemjoh är huvudsakligen kuperad, men västerut är den bergig. Runt Bajyalemjoh är det ganska tätbefolkat, med 134 invånare per kvadratkilometer. Närmaste större samhälle är Pantelhó, 12,9 km öster om Bajyalemjoh. Omgivningarna runt Bajyalemjoh är en mosaik av jordbruksmark och naturlig växtlighet.